# 麦倉洋一
麦倉 洋一（むぎくら よういち、1971年7月29日 - ）は、栃木県下都賀郡都賀町（現：栃木市）出身の元プロ野球選手（投手、右投右打）、野球指導者。

## 経歴
中学時代にテレビ番組『ビートたけしのスポーツ大将』に出演したけし軍団と対決し1安打完封、ビートたけしに「君はプロでやっていける」と絶賛された。
佐野日大高では3年時に48イニング連続無失点や、栃木県予選では全試合無失点を記録し、同校初となる夏の甲子園に出場に貢献し、球威のあるストレートがプロ野球のスカウトの注目を浴びた。甲子園の大会の初戦は開会式直後の開幕戦であり、その試合で打ってはその試合唯一の得点となる決勝本塁打、投げては完封勝利を挙げ、1-0で近大福山高に勝利した。平成元年の大会の開幕戦であったため、夏の甲子園大会の「平成1号本塁打・打点・得点・勝利打点」「平成1号勝利（完投勝利・完封勝利）投手」を独占することとなった。
1989年のプロ野球ドラフト会議にて阪神タイガースから3位で指名され入団した。ドラフト指名後の会見で「自分が阪神に指名されたので、友達も皆阪神ファンになった」という趣旨を栃木弁で語った。契約金4500万円・年俸400万円（金額は推定）と決まった。
2年目の1991年にスライダー、カーブやフォークボールを武器に、プロ初勝利を含む2勝をマークしたが、1992年に右肩を故障し手術を2回受けるも肩が回復せず、1994年6月に現役引退。
引退後は、ゴルフ場開発会社勤務を経てスポーツ用品の商社のデサントに勤務し、営業部タイガース担当に。また阪神タイガースOB野球教室に講師として参加している。
2017年4月より母校の佐野日大高校の監督に就任。

## 詳細情報

### 年度別投手成績
| 年 度     | 球 団     | 登 板 | 先 発 | 完 投 | 完 封 | 無 四 球 | 勝 利 | 敗 戦 | セ 丨 ブ | ホ 丨 ル ド | 勝 率 | 打 者 | 投 球 回 | 被 安 打 | 被 本 塁 打 | 与 四 球 | 敬 遠 | 与 死 球 | 奪 三 振 | 暴 投 | ボ 丨 ク | 失 点 | 自 責 点 | 防 御 率 | W H I P |
| --------- | --------- | ----- | ----- | ----- | ----- | -------- | ----- | ----- | -------- | ----------- | ----- | ----- | -------- | -------- | ----------- | -------- | ----- | -------- | -------- | ----- | -------- | ----- | -------- | -------- | ------- |
| 1991      | 阪神      | 12    | 7     | 0     | 0     | 0        | 2     | 4     | 0        | --          | .333  | 174   | 39.1     | 40       | 6           | 24       | 0     | 0        | 18       | 2     | 0        | 23    | 21       | 4.81     | 1.63    |
| 通算：1年 | 通算：1年 | 12    | 7     | 0     | 0     | 0        | 2     | 4     | 0        | --          | .333  | 174   | 39.1     | 40       | 6           | 24       | 0     | 0        | 18       | 2     | 0        | 23    | 21       | 4.81     | 1.63    |

### 記録
- 初登板：1991年4月9日、対読売ジャイアンツ1回戦（阪神甲子園球場）、8回表無死に4番手で救援登板、1回無失点
- 初奪三振：1991年4月10日、対読売ジャイアンツ2回戦（阪神甲子園球場）、8回表に緒方耕一から
- 初先発登板・初勝利・初先発勝利：1991年5月6日、対横浜大洋ホエールズ4回戦（阪神甲子園球場）、6回2/3を1失点

### 背番号
- 50 （1990年 - 1993年）
- 42 （1994年）